# Pedro Chanel
Pedro Chanel (Cuet, França, 1803 - Futuna, Wallis e Futuna, Oceania, 1841) ordenou-se sacerdote e ingressou na Sociedade de Maria - padres maristas - foi para a Oceania como missionário em busca da conversão de pagãos. O seu trabalho provocou a ira de habitantes locais que lhe deram a morte. Canonizado é considerado um dos mártires da Igreja Católica. O seu dia é celebrado a 28 de abril.